# Moritz Lindau

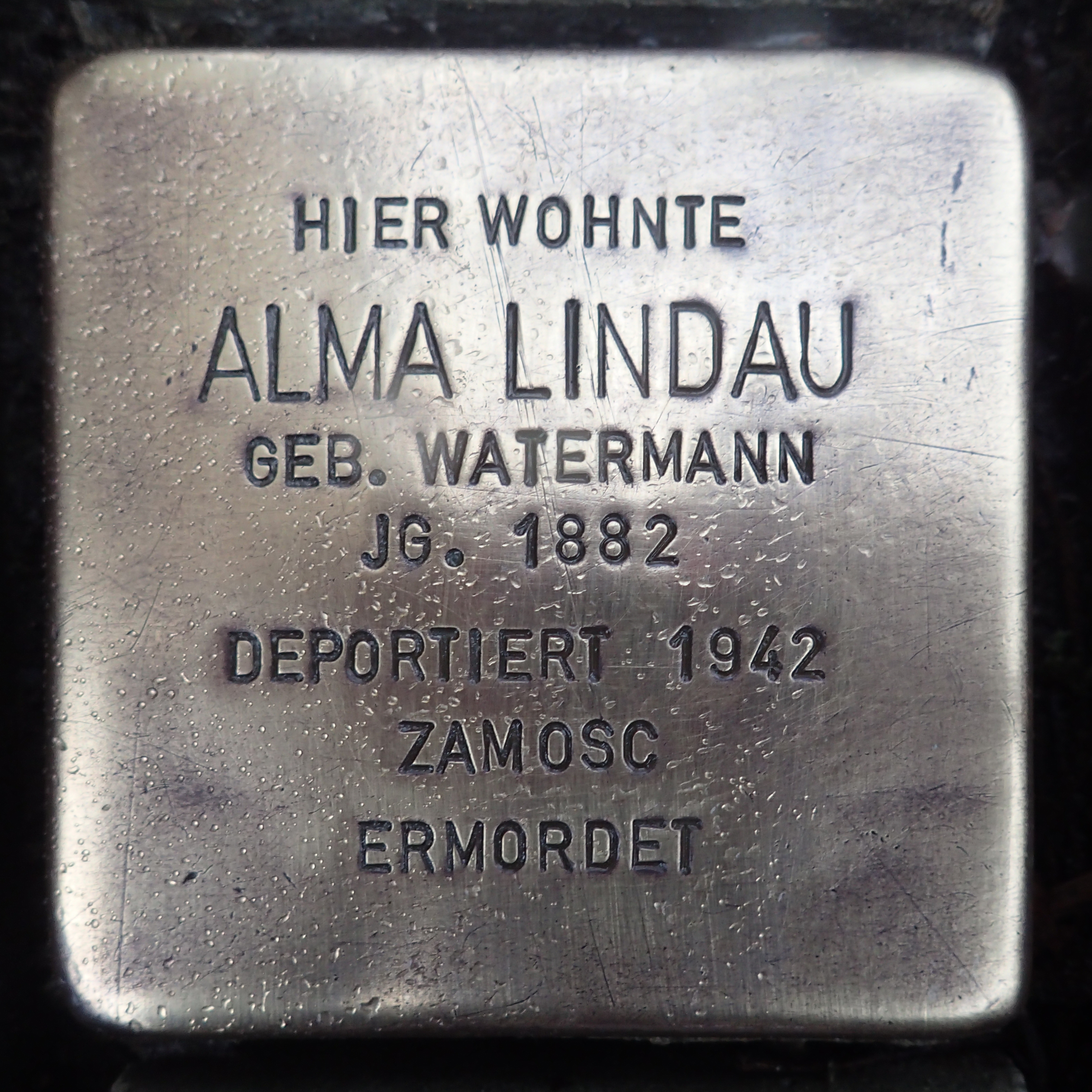
Alma Lindau

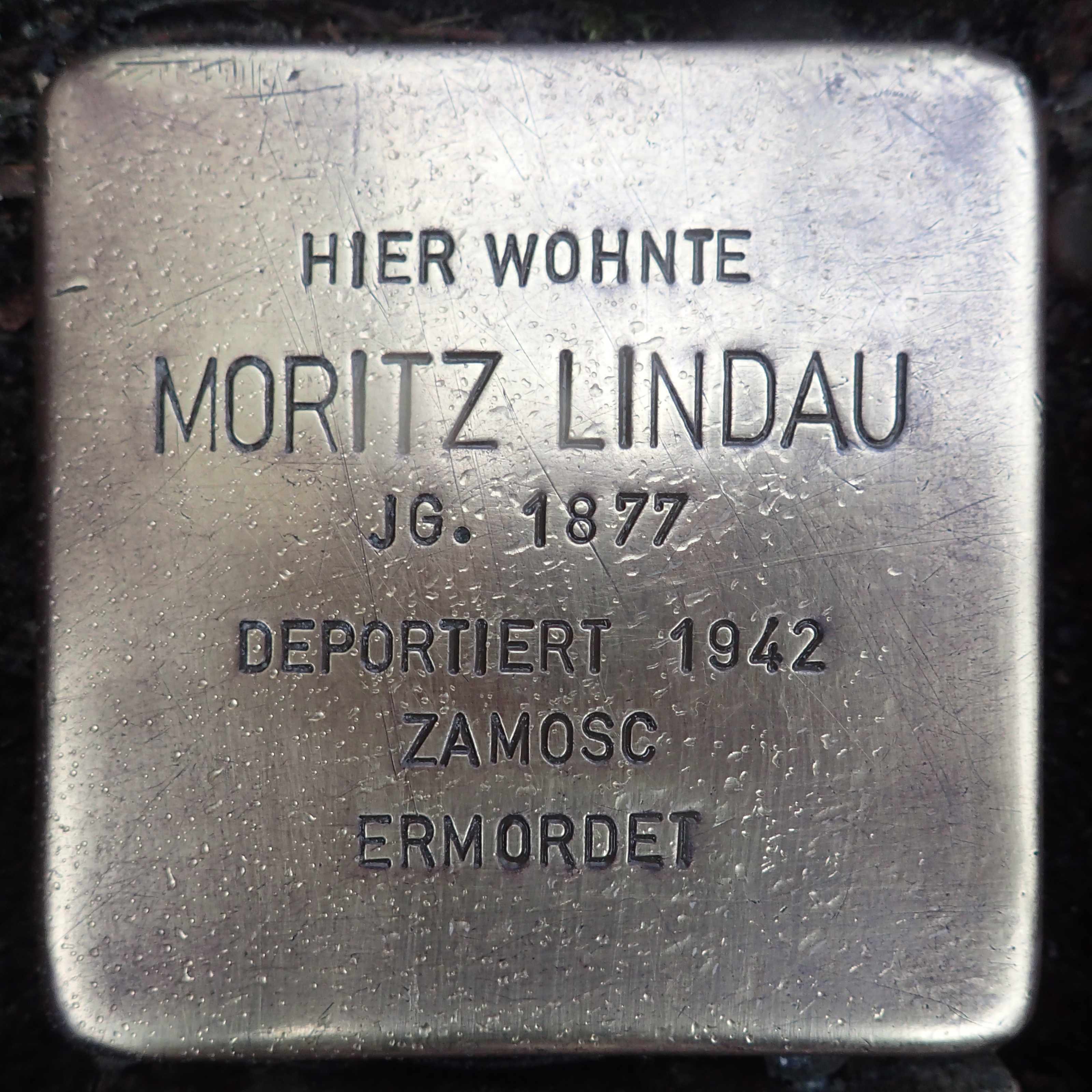
Moritz Lindau

Moritz Lindau (geboren 21. Januar 1877 in Bebra; gestorben nach dem 3. Mai 1942, Todesdatum und -ort unbekannt, vermutlich im Ghetto Zamość) war ein deutscher Kaufmann. Er betrieb in Bochum ein stadtbekanntes Bettengeschäft und engagierte sich im Radsport. Weil er Jude war, wurde er zur Zeit des Nationalsozialismus im April 1942 mit seiner Frau Alma deportiert und im Zuge des Holocaust ermordet.

## Biographie

### Herkunft und Geschäft
Moritz Lindau wurde in Bebra als eines von elf Kindern von Johanna „Hännchen“ (1843–1921), geborene Abt, und des Schuhmachermeisters Susmann Lindau (1842–1915) geboren. 1903 heiratete er Alma Elena Watermann (1882–1942?). Sie stammte aus einer alten Bochumer Familie, die seit 1878 in der damaligen Königstraße (heute Annastraße) eine Metzgerei mit Gastwirtschaft betrieb. Das Ehepaar bekam zwei Kinder, Else Friederike (1906–?) und Kurt Süssmann (1911–1992). Moritz Lindau nahm als Soldat am Ersten Weltkrieg teil und kehrte schwer versehrt zurück, sein Bruder Sally fiel 1917 in den Karpaten.
Zum 1. April 1919 eröffneten die Lindaus in ihrem Haus in der Alleestraße 12 I ein Bettenspezialgeschäft. Bis zur Weltwirtschaftskrise gingen die Geschäfte gut, dann kam es zu wirtschaftlichen Problemen, die sich verschärften, weil Moritz Lindau als Folge seiner Kriegsbeschädigung von Ende 1932 bis Anfang 1934 arbeitsunfähig war. Ab 1. Januar 1932 arbeitete der Sohn Kurt Lindau, der eine kaufmännische Ausbildung absolviert hatte und in der Wirtschaftskrise arbeitslos geworden war, im elterlichen Betrieb mit.

### Engagement im Radsport
Ab seiner Gründung bis 1910 war Moritz Lindau Vorsitzender des Radsportvereins RV Sturmvogel 1904 Bochum. 1914 wurde er Vorsitzender des Wettfahrausschusses des Radfahrgaus Westfalen für den Bezirk Bochum-Dortmund des Bundes Deutscher Radfahrer. Auch wird er als Mitglied des RV Westfalia 1895 genannt.
Von 1888 bis 1904 gab es am Freudenberge in Hamme eine 333,33 Meter lange Radrennbahn Bochum. Unter den Startern auf der Bahn befanden sich Fritz Opel, Georg Sorge sowie die Weltmeister August Lehr und Willy Arend. In den Jahren nach dem Ersten Weltkrieg war Lindau Vorsitzender des „Vereins Radrennbahn Bochum“, einer Gruppe von Radsport-Enthusiasten, die sich für den Bau einer neuen Radrennbahn engagierten. 1924 erfolgte der Bau einer ersten Bahn an der Hattinger Straße, die sich aber als unzulänglich erwies, so dass man 1929 den Münsteraner Architekten Clemens Schürmann mit einem Umbau beauftragte. 1931 wurde diese Bahn, in der bis zu 8000 Zuschauer Platz fanden, eröffnet. Dabei kam es jedoch zu jahrelangen Querelen über das Schürmann zustehende Honorar. Nach der Machtergreifung der Nationalsozialisten im Januar 1933 wurde der jüdische Lindau von seinen bisherigen Mitstreitern gemieden und Schürmann beschieden, er möge sich mit seinen Honorarforderungen selbst an Lindau wenden. Anschließend scheint die Angelegenheit im Sande verlaufen zu sein. Die Radrennbahn, Heimbahn des populären Bochumer Stehers Walter Lohmann, war bis in die 1960er Jahre in Betrieb.

### NS-Zeit und nach dem Krieg
Schon bald nach der Machtergreifung bemühten sich die Kinder der Lindaus um eine Ausreise aus Deutschland. Ein Bruder von Moritz Lindau, Willi, der bereits 1895 in die USA ausgewandert war und in Sioux County in Iowa lebte, gab das für ein Einreisevisum erforderliche Affidavit ab. Die Überfahrt des Sohnes Kurt wurde vom Hilfsverein der deutschen Juden bezahlt sowie von der jüdischen Sportgruppe Bochum. Tochter Else floh mit Ehemann Walter Goldschmidt und Tochter Hannelore im Sommer 1939 aus Hildesheim nach England, 1947 folgten sie Kurt Lindau in die USA. Im September 1942 wurde Mathilde Lindau, eine Schwester von Moritz Lindau, aus Kassel über das Ghetto Theresienstadt nach Minsk deportiert.
Moritz Lindau wurde am 9. November 1938 in das Konzentrationslager Sachsenhausen verschleppt und am 28. November 1938 wieder entlassen. Mit Vertrag vom 8. Dezember 1938 verkaufte er für 30.000 Reichsmark (RM) sein Haus in der Alleestraße 12 I. Die Stadt Bochum erhob Einspruch gegen diesen Verkauf, da sie das Grundstück für die Neugestaltung der Gauhauptstadt Bochum benötige. Mit Vertrag vom 3./24. März 1939 erwarb sie das Geschäftshaus zum Preis von 29 000 RM. Nach Abzug der Hypotheken, städtischen und staatlichen Forderungen wurden die restlichen 8742,55 RM auf ein Sperrkonto überwiesen, über das Moritz und Alma Lindau nicht frei verfügen konnten.
Moritz Lindau meldete seinen Betrieb persönlich am 1. März 1939 ab. Unmittelbar nach dem Hausverkauf versuchten Alma Moritz und Alma Lindau, Deutschland zu verlassen, was ihnen aber nicht gelang. Stattdessen mussten sie in ein „Judenhaus“ umziehen. Am 28. April wurden die Eheleute in die Turnhalle des Sportvereins Eintracht Dortmund gebracht und von dort gemeinsam mit 791 weiteren Juden aus dem Regierungsbezirk Arnsberg zum Dortmunder Südbahnhof nach Zamosc transportiert. Die dorthin deportierten Juden wurden in der Regel im Vernichtungslager Sobibor ermordet.
Am 9. Juni 1951 wurden Alma und Moritz Lindau vom Amtsgericht Bochum offiziell für tot erklärt. Die Interessen der beiden in den USA lebenden Kinder der Lindaus wurden von ihrem in Bochum lebenden Cousin Alfred Salomon vertreten. Für das Grundstück zahlte die Stadt an die Erben 8000 Deutsche Mark, wovon 500 Mark an einen Rechtsanwalt gingen. Für das Warenlager des Geschäfts, dessen Verbleib nicht geklärt werden konnte, wurde den Erben vom Wiedergutmachungsamt keine Entschädigung gezahlt. Auch ein Antrag der Erben Lindau auf Ersatz für die nach der Deportation zurückgelassenen Möbel der Eltern wurde als unbegründet zurückgewiesen, da nachgewiesen werden müsse, dass „die Vermögensgegenstände aus rassischen, politischen oder ähnlichen Gründen ungerechtfertigt entzogen“ worden seien. Ebenso zurückgewiesen wurde ein Antrag auf Ersatz für die im Schrebergarten Ehrenfeld der Eltern zurückgelassene Gartenlaube und Sträucher.

## Familie
Am 3. November 2009 wurden Stolpersteine für Alma und Moritz Lindau auf dem Willy-Brandt-Platz in Bochum verlegt. Weitere Familienangehörige, die in der NS-Zeit ermordet wurden, waren Alma Lindaus Schwester Elfriede und deren Mann Georg Salomon. Ein weiterer Bruder von Moritz Lindau, Louis, kam 1944 in Theresienstadt ums Leben. Alma Lindaus Bruder Fritz Watermann, geboren am 16. Juli 1885, floh offensichtlich in die Niederlande, wurde von dort aus nach Auschwitz deportiert, wo er laut Aktenlage am 30. August 1942 ermordet wurde. Die Stolpersteine für diese drei Menschen wurden vor dem Haus Annastraße 21 verlegt.
Auch der Neffe von Moritz Lindau, Alfred Salomon (1919–2013), war ein begeisterter Radsportler. Nach 1933 ermöglichten ihm seine Vereinskameraden für einige Zeit unter falschem Namen bei Rennen zu starten. 1938 tauchte er in Berlin unter, bis er nach Auschwitz deportiert wurde, wo seine Frau Edith ermordet wurde. Nach Kriegsende kehrte er nach Bochum zurück, wo er sich – wie sein Onkel zuvor – im Radsport engagierte. 2007 war er bei der Einweihung der Neuen Synagoge Bochum anwesend.